# شعاوية
شعاوية[بحاجة لمصدر] (الاسم العلمي: Actinomycetaceae) هي فصيلة من البكتيريا تتبع رتبة الشعيات من طائفة الشعاويات.

## أجناس
- شعية فطرية (الاسم العلمي: Actinomyces)
- شعية عصوية (الاسم العلمي: Actinobaculum)
- (الاسم العلمي: Arcanobacterium)
- (الاسم العلمي: Mobiluncus)
- (الاسم العلمي: Varibaculum)